# Kostel svatého Bartoloměje (Držkov)
Římskokatolický farní kostel svatého Bartoloměje v Držkově je rozlehlá pseudorománská sakrální stavba z roku 1860, která stojí na západním kraji obce při státní silnici. Od 8. března 2007 je kostel chráněn jako kulturní památka České republiky.

## Architektura
Kostel je obdélný, jednolodní. Má západní hranolovou věž. Je polygonálně uzavřený a má vysoká okna. Uvnitř je sklenut křížovou klenbou.

## Zařízení
Většina zařízení je novorománská ze 2. poloviny 19. století. Obraz Madony a sv. Václava pochází z 19. století a jeho autorem je J. Kroupa. Umělecky hodnotná socha sv. Jana Nepomuckého vznikla ve 2. polovině 18. století. Další sochou je barokní ztvárnění Ecce homo. Na oratoři se nacházejí zbytky staršího inventáře: deskový obraz Kalvárie z poloviny 17. století, na jehož zadní straně je podle záznamu restaurátora uvedena darovací legenda z roku 1676. Dále je na oratoři protějškový deskový obraz Narození Páně, je poškozený a zcela přemalovaný, pochází z téže doby jako předchozí obraz. Na oratoři jsou též fragmenty barokních oltářů. V komoře ve věži jsou sochy sv. Petra a sv. Pavla ze 17. století.
Duchovní správci kostela jsou uvedeni na stránce: Římskokatolická farnost Držkov.

## Okolí kostela
Před kostelem stávala socha Anděla strážce z roku 1778, která je chráněna jako kulturní památka České republiky. V 90. letech 20. století byla odcizena, zachoval se pouze ozdobný podstavec s reliéfem Daniel v jámě lvové. Na bráně fary a na bráně hřbitova se nacházejí sochy světců. Jedná se o lidovou práci z konce 18. století. Při silničce do Zásady stojí kaple sv. Jana Nepomuckého z 19. století. Uvnitř se nachází lidová polychromovaná socha sv. Jana Nepomuckého. Při silnici do Železného Brodu stojí kaple Nejsvětější Trojice z 19. století. Zařízení uvnitř této kaple je novodobé.